# Breithorn (Lötschental)
Das Lötschentaler Breithorn ist ein 3784 m ü. M. hoher Gipfel im Wallis in der Schweiz. Er liegt südlich des Lötschentals in den Berner Alpen. Das Lötschentaler Breithorn ist Bestandteil der Bietschhornkette. Die prägende Exposition bildet der Nordhang.

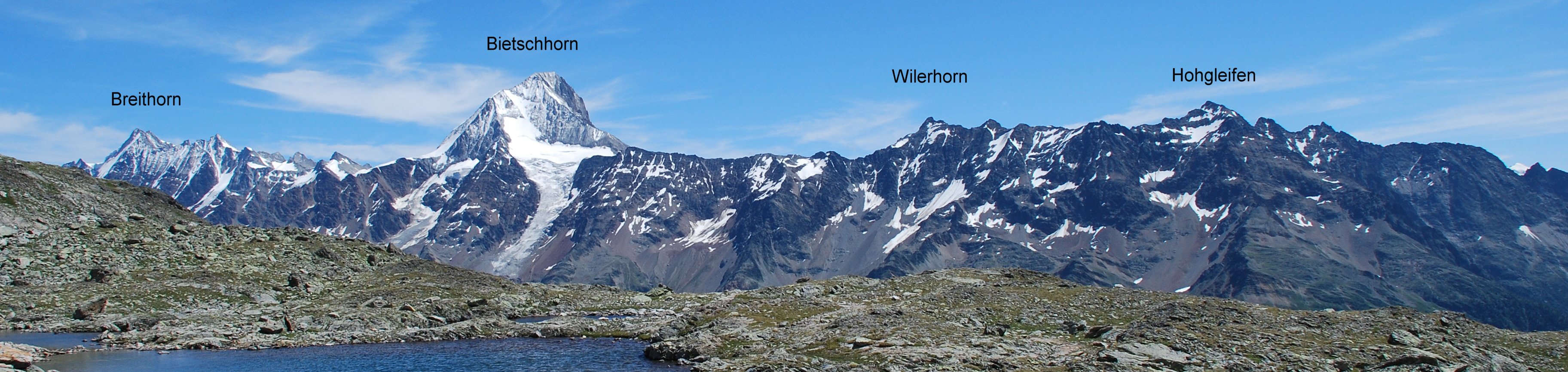
Das Breithorn als östlicher Abschluss der Bietschhornkette (von Norden aus gesehen)

Die Erstbesteigung des Lötschentaler Breithorns erfolgte 1869. Die Besteigung erfolgt meist aus südlicher Richtung über die im Baltschiedertal auf 2783 Metern gelegene Baltschiederklause oder aus Norden kommend von Blatten aus. Eine andere Route führt über die östlich gelegene Oberaletschhütte.